# Nouvelle synagogue de Mayence

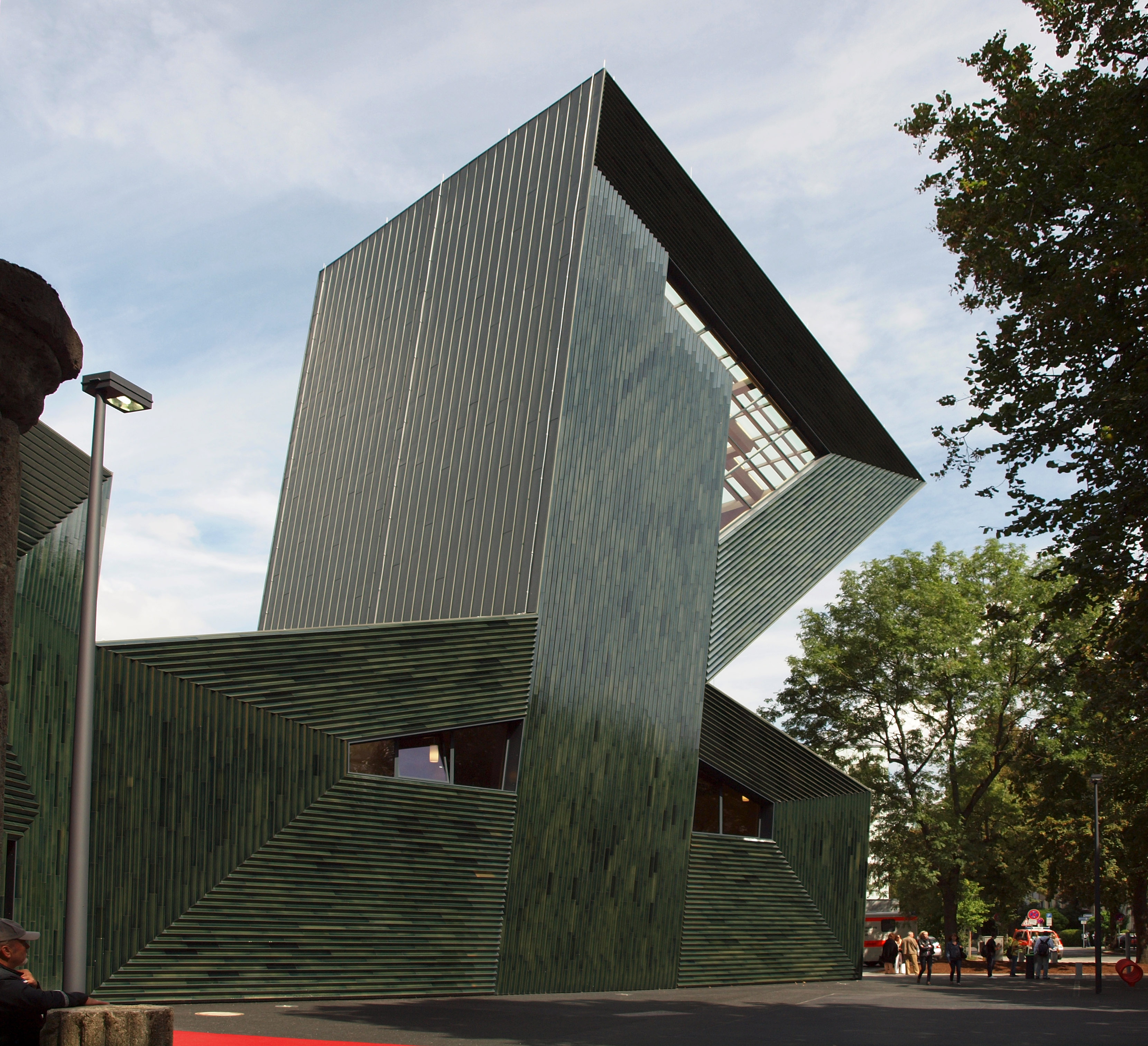
La nouvelle synagogue de Mayence

La synagogue Kedousha (en hébreu : קדושה - sanctification) est la synagogue principale de Mayence, et fait partie du complexe du centre juif de la Synagogenplatz, au centre de la vie communautaire des Juifs de Mayence, de Hesse rhénane et de Worms, situé dans le quartier appelé Neustadt (nouvelle-ville) de Mayence. Elle a été inaugurée le 3 septembre 2010. En plus de la synagogue, le Centre juif comprend un centre culturel avec salles de réunion, mikvé, cuisine kascher, école, garderie, centre de jeunesse et bibliothèque.
Après la Shoah et jusqu'en 2010, le centre communautaire juif et la précédente synagogue, ainsi qu'un petit musée, se trouvaient au 2 rue Forsterstraße.

## Construction

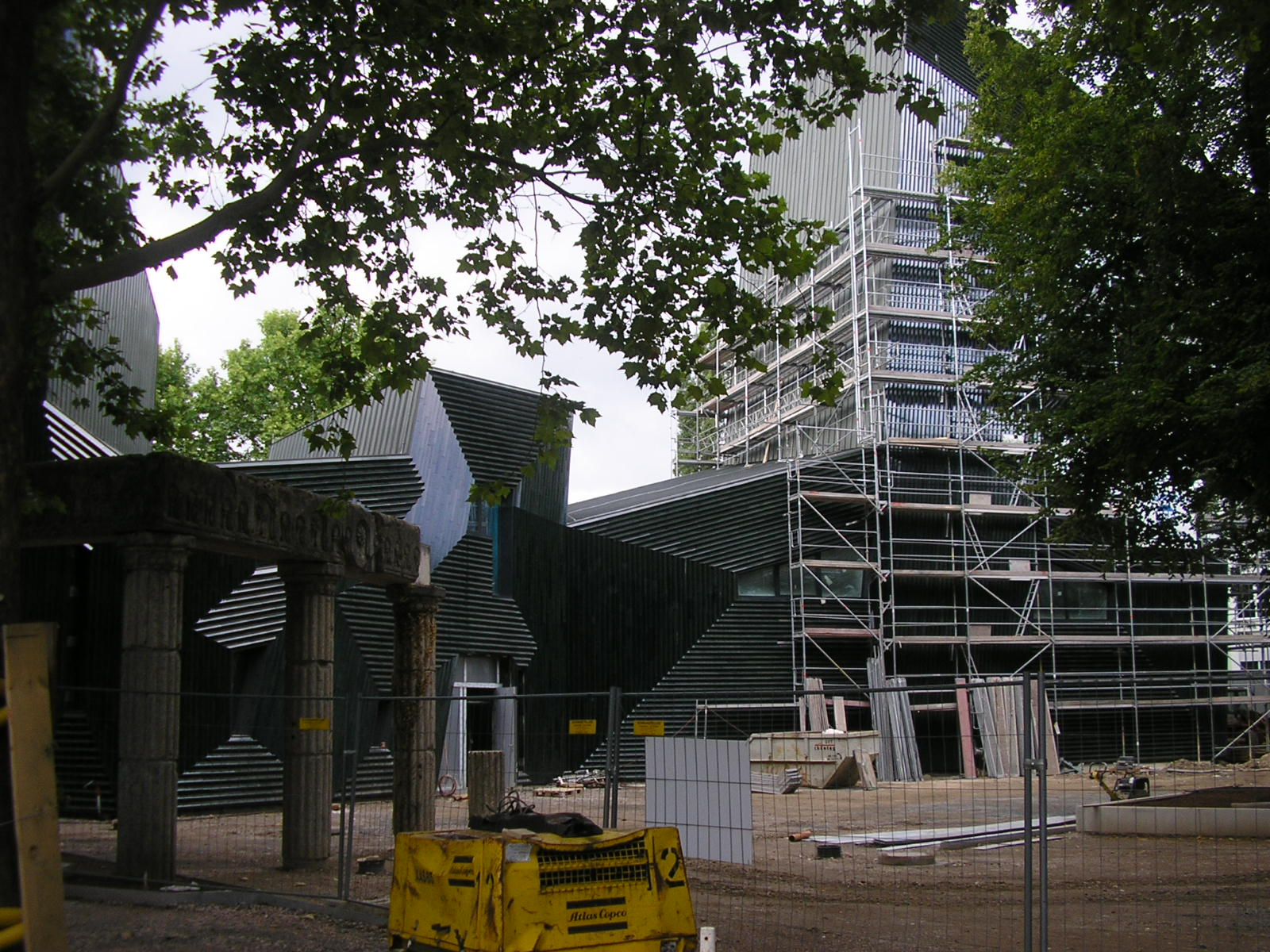
Travaux à la synagogue

Les bâtiments sont situés sur la place Synagogenplatz (place de la synagogue) face à la rue Hindenburgstraße. La communauté juive de Mayence retrouve avec la synagogue Kedouscha et le centre juif, un lieu de culte et d'animation dans la vieille ville SHoUM de Magenza Histoire des Juifs de Mayence 72 ans après la destruction de sa synagogue principale Hauptsynagoge par les nazis en 1938.
La conception de la synagogue et du Centre communautaire a été attribuée au cabinet d'architecte de Manuel Herz de Cologne, après une mise en compétition en 1999. Le bâtiment a une géométrie assez complexe, avec des sols et des plafonds inclinés et peu de surfaces se croisant à angle droit.

## Concept architectural
Le concept ambitieux et moderniste de l'architecte Manuel Herz pour cette synagogue forme le mot Kedouscha. La façade de l'immeuble est ornée de céramique verte.

## Concept mémoriel
Inscrite dans le patrimoine architectural et mémoriel de la ville de Mayence, cette nouvelle synagogue mélange des éléments entre tradition et modernité. Elle rend hommage à la mémoire de la communauté juive européenne détruite par le IIIe Reich, mais elle tente aussi d'estomper cette rupture historique provoquée par le nazisme et qui n'a jamais été véritablement surmontée.